# Santuario della Madonna del Monte (Genova)
Il santuario della Madonna del Monte è luogo di culto cattolico situato nel quartiere di San Fruttuoso, in salita Nuova di Nostra Signora del Monte, nel comune di Genova nella città metropolitana di Genova.
La chiesa, con l'annesso convento, è situata al culmine di una collina (138 m s.l.m.) che domina la piana del Bisagno; l'altura, il "Monte" per eccellenza, fin da epoche remote è stato un importante punto di riferimento per i viandanti diretti da Genova verso la riviera di Levante lungo i crinali delle colline evitando l'infida piana del Bisagno, soggetta a pericolose ed improvvise piene.

## Storia

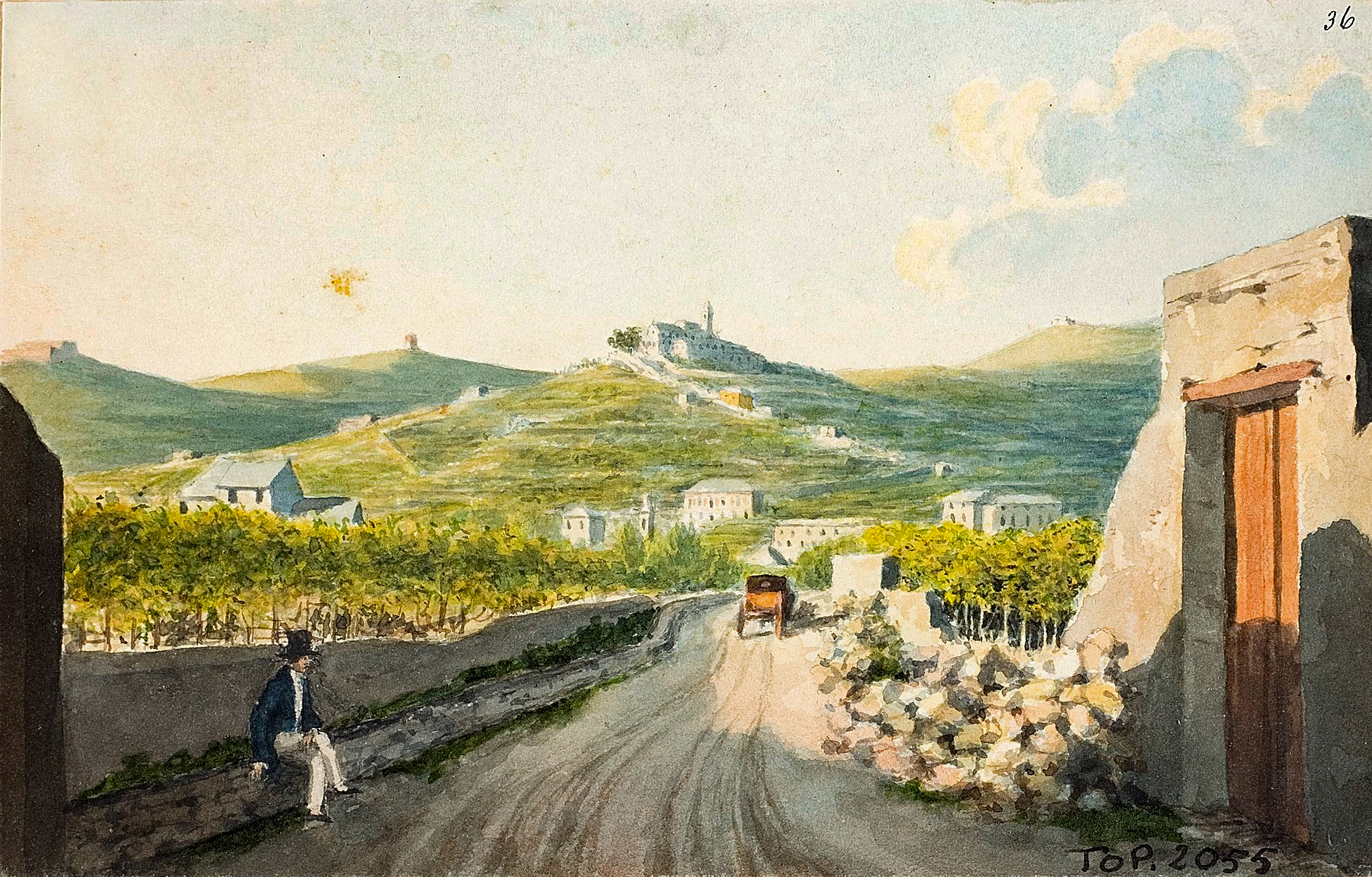
Il santuario in un dipinto di Luigi Garibbo della prima parte del 1800

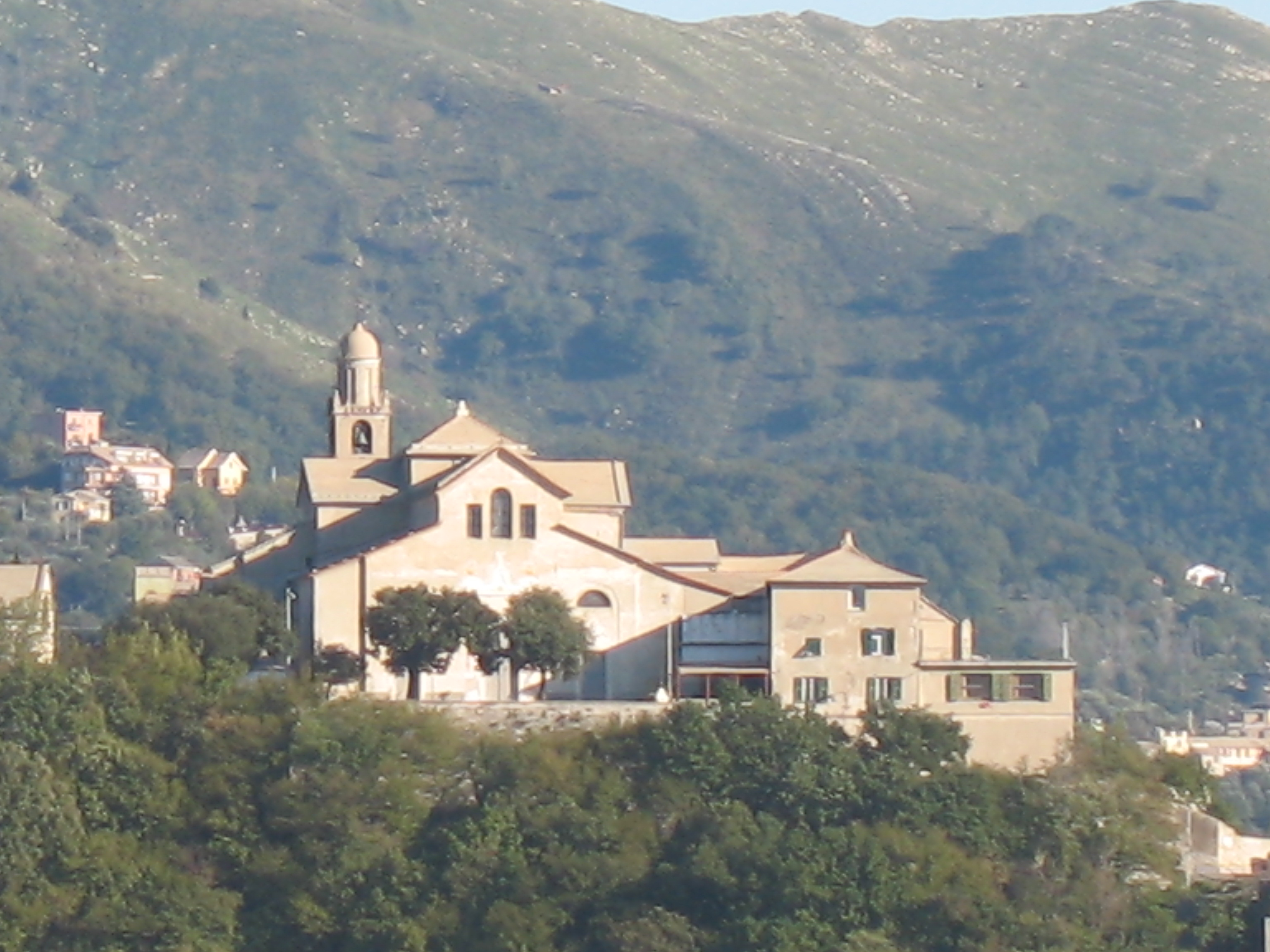
Primo piano della struttura

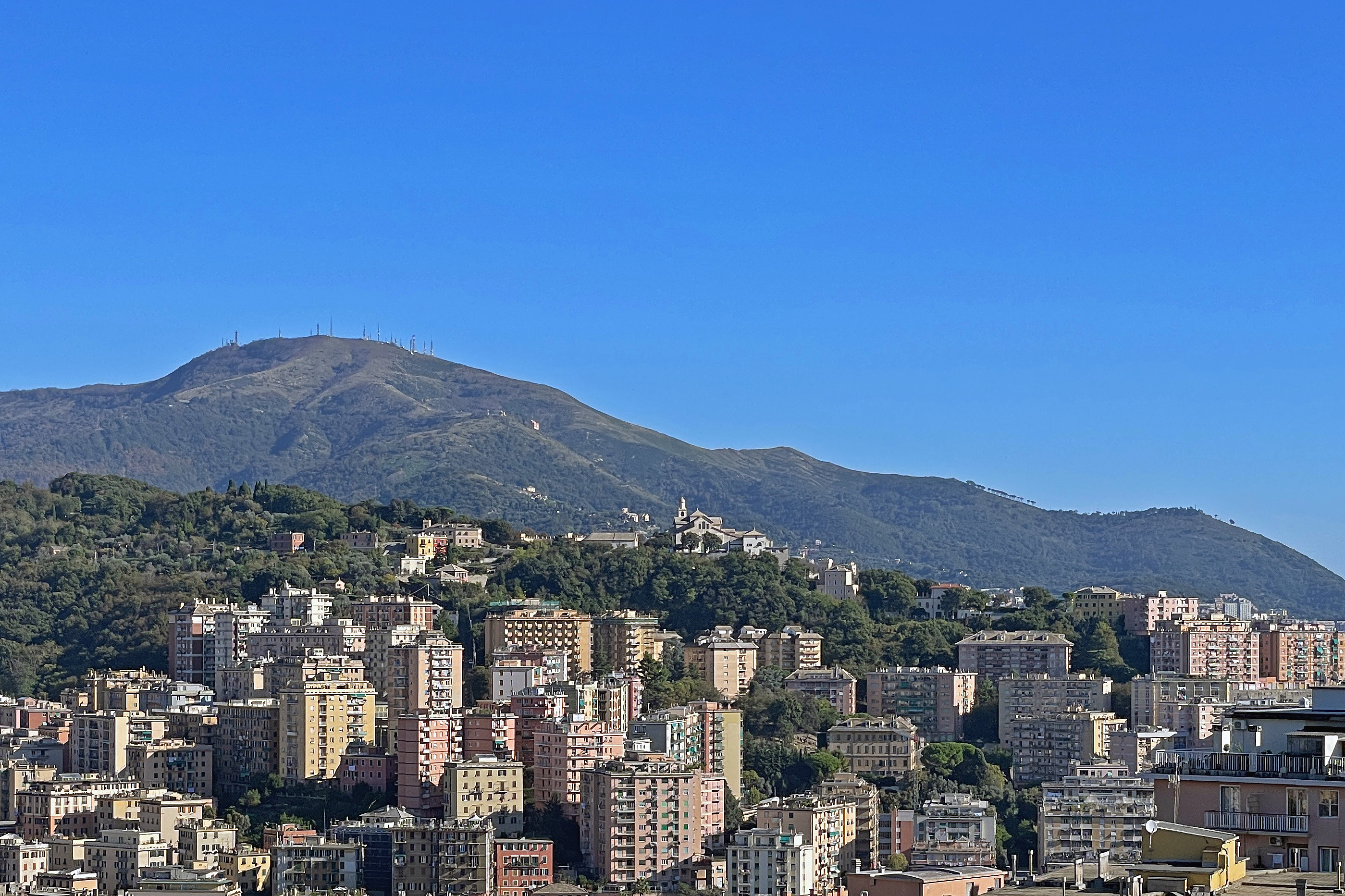
Vista del Santuario dalle Mura di San Bartolomeo al Righi. Sullo sfondo il Monte Fasce

Le prime notizie documentate del complesso risalgono al 1183 quando vi si insediarono i canonici mortariensi, ma si ritiene che una piccola cappella dedicata alla Madonna esistesse in questo luogo fin dal X secolo; la tradizione popolare fa risalire la costruzione di questo primo edificio all'anno 958.
Alcuni resti della chiesa dei mortariensi sono stati riportati alla luce durante lavori di restauro nel 1970. Questo ritrovamento ha permesso di ricostruire la planimetria dell'edificio originario, che aveva un'unica navata corrispondente a parte dell'attuale navata destra.
Nel 1440 il complesso, ormai in rovina, fu richiesto dai frati minori osservanti che, per intercessione del doge Raffaele Adorno ottennero dal papa Eugenio IV i diritti sull'antico priorato mortariense, Grazie al finanziamento dello stesso Raffaele Adorno vennero ricostruiti chiesa e convento. Al termine dei lavori, il 13 settembre 1444 una numerosa comunità francescana, composta da ben 49 frati, vi fece ufficialmente il suo ingresso.

Con l'avvento dei francescani la chiesa venne intitolata all'Annunziata, ma già all'inizio del XVI secolo si ritornò alla precedente denominazione di Madonna del Monte. Secondo la tradizione popolare eventi prodigiosi avrebbero accompagnato la presenza francescana nel santuario, sotto forma di luci misteriose, viste nel 1440, nel 1525 ed ancora nel 1566.

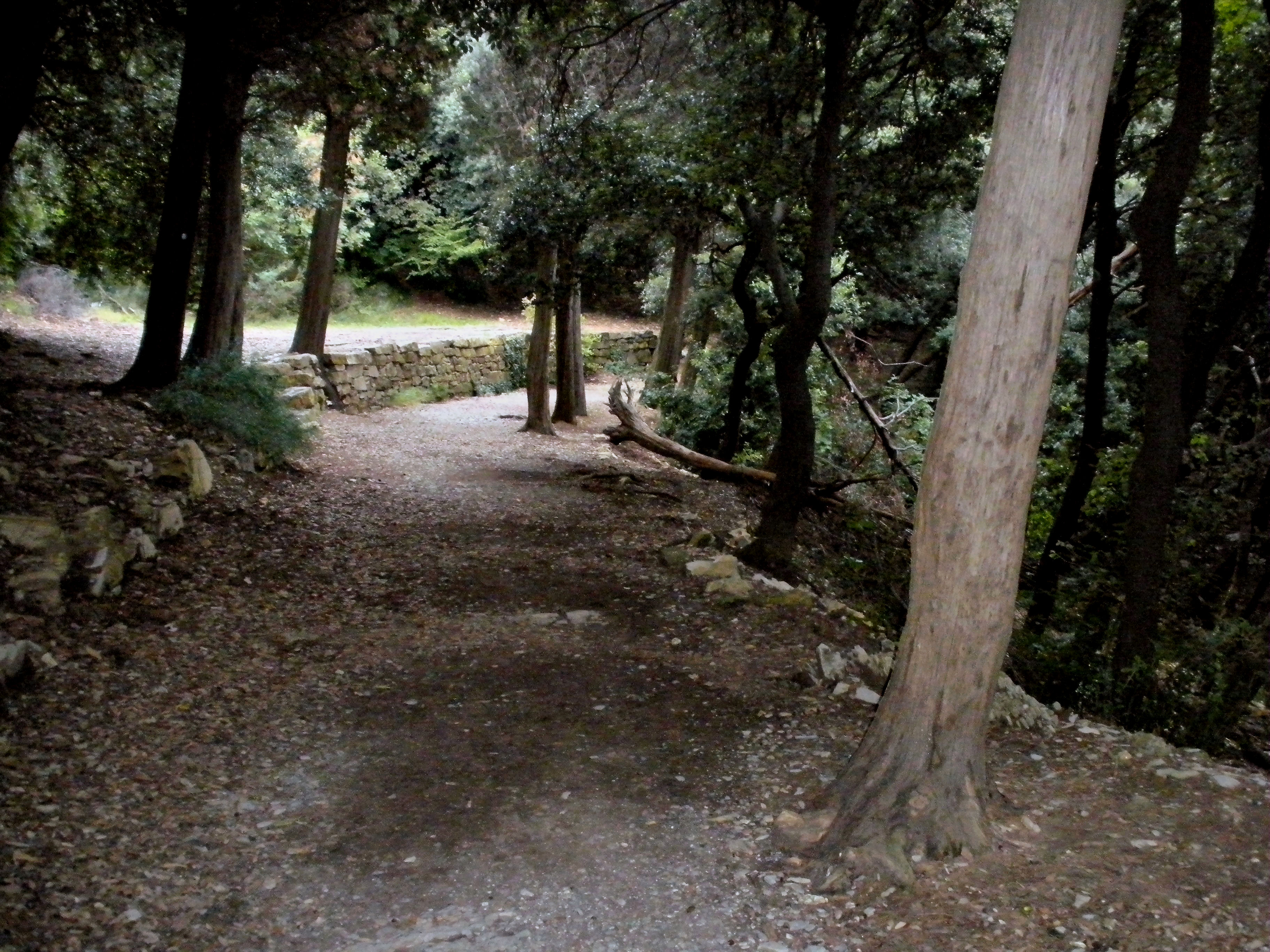
Scorcio del "Bosco dei Frati"

Nel 1461 nel santuario vennero depositati preziosi tesori comprendenti antichi volumi in pergamena, oggetti liturgici e la reliquia del braccio di sant'Anna (oggi nel museo del tesoro della cattedrale di San Lorenzo), provenienti dalla colonia genovese di Pera, caduta in mano ai turchi.
La chiesa fu ingrandita più volte per accogliere le cappelle laterali che ospitavano la tombe di esponenti delle famiglie patrizie ed infine ricostruita in forma barocche tra il 1654 e il 1658 su disegno di G.B. Ghiso, grazie ai finanziamenti delle famiglie Negrone e Saluzzo, che nel tempo la dotarono anche di pregevoli opere d'arte. Allo stesso periodo risale anche la costruzione del campanile.
Nel contempo i frati stessi sistemarono la strada di accesso al santuario, oggi detta "salita vecchia", ed impiantarono il cosiddetto "Bosco dei Frati"; situato a levante della chiesa. Questo bosco di lecci e piante mediterranee, ora in gran parte di proprietà del Comune di Genova e destinato a parco pubblico, era stato donato al convento da Raffaele Adorno nel 1444. Alla metà del Settecento i Saluzzo fecero realizzare la strada di accesso detta "salita nuova", lungo la quale nel tempo sorse una serie di cappelle, corrispondenti alle stazioni della Via Crucis.

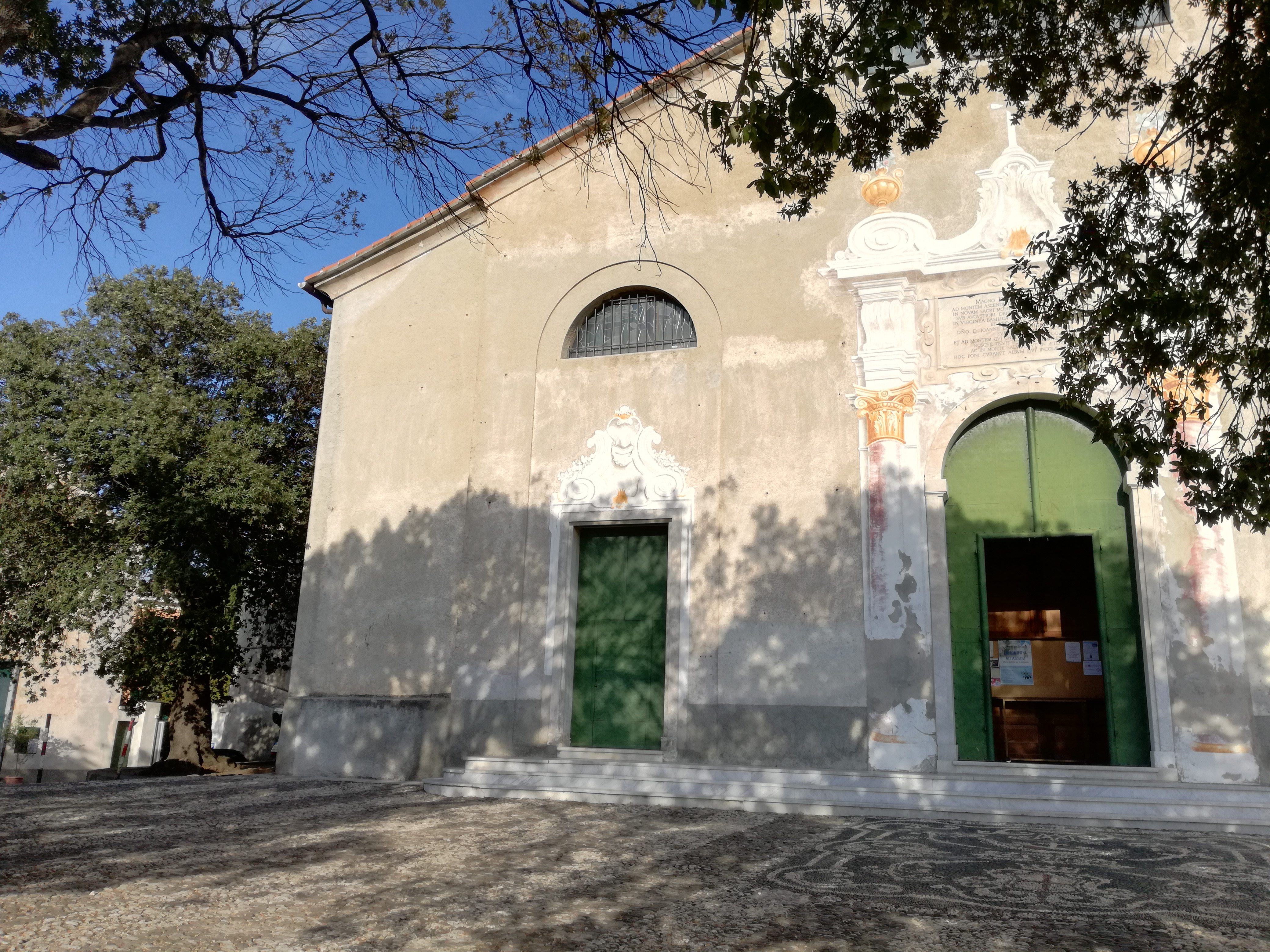
Particolare della facciata

Durante l'assedio di Genova del 1746-1747 ad opera degli austro-piemontesi il convento della Madonna del Monte, munito di trincee, divenne un punto cruciale della difesa dei genovesi. Dopo che gli austriaci avevano occupato le colline circostanti, se fossero riusciti ad insediarsi anche qui avrebbero potuto facilmente battere con le artiglierie le mura cittadine e bombardare la città. Grazie alla resistenza opposta dalle truppe genovesi e dai loro alleati francesi, a cui si unirono numerosi civili guidati dai patrizi Giambattista Saluzzo, Stefano Lomellini e Gianfrancesco Dongo, il comandante austriaco Schulembourg dovette rinunciare alla conquista del colle.
Il 13 maggio 1946 il santuario, con una bolla di papa Pio XII, ottenne il riconoscimento di basilica minore. Nei secoli lungo le salite che si inerpicano fino al santuario sono sorte numerose case: prima modeste case rurali, poi piccole residenze di villeggiatura ed infine nel secondo dopoguerra grandi condomini, che hanno completamente circondato la base della collina, risparmiando tuttavia la zona sommitale, dove sorge il santuario, che ha conservato un'atmosfera rustica ed appartata ed è rimasto fino alla metà del Novecento meta tradizionale delle scampagnate primaverili dei genovesi.
Nel santuario opera l'associazione Amici del Monte, che persegue fini di solidarietà sociale attraverso il sostegno alle attività dei frati minori francescani.
Il santuario dà il nome all'amaro Santa Maria al Monte, un digestivo da fine pasto a base di erbe e spezie, la cui ricetta è stata elaborata nei secoli dai frati del convento. A partire dalla fine dell'Ottocento è prodotto da distillerie esterne al convento.
Il 25 settembre 2022 i Frati minori francescani, dopo 578 anni di permanenza, lasciano il santuario e l'annesso convento.

## Descrizione

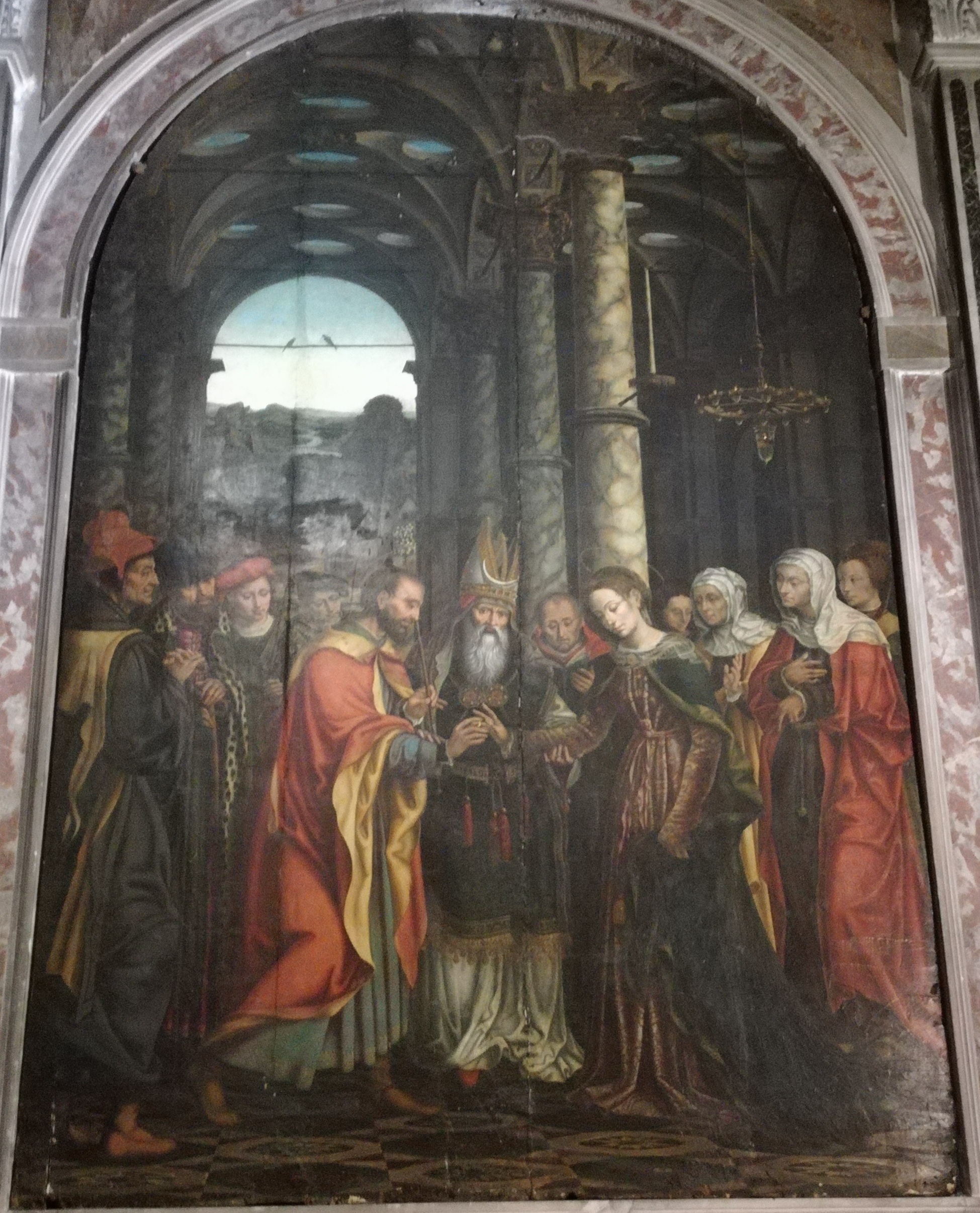
Sposalizio di Maria di Simone Dondo da Carnoli

La chiesa si affaccia su un ampio sagrato, lastricato in ciottoli bianchi e neri e decorato al centro con un tipico risseu ligure, che forma un disegno in cui compaiono lo stemma della Repubblica di Genova, il simbolo dei francescani ed una grande "M" (iniziale del nome di Maria). Dal piazzale si può osservare un esteso panorama sui sottostanti quartieri della val Bisagno e sul centro di Genova. Una targa sul piazzale ricorda che il 2 agosto 1785 il re delle Due Sicilie Ferdinando IV di Borbone mentre cacciava nei boschi alle pendici del monte uccise tre cervi.
Il convento conserva ancora oggi la struttura quattrocentesca mentre la chiesa presenta la struttura della ricostruzione seicentesca, sia pure con le modifiche intervenute nei secoli seguenti.

### Esterno
La chiesa ha la facciata a due salienti, con tre portali, due laterali più piccoli ed uno grande al centro.

### Interno
L'interno ha pianta a croce latina con tre navate. Gli affreschi nella volta della navata centrale sono opera novecentesca di G.B. Semino; un'ampia cupola piramidale sovrasta l'incrocio tra navata centrale e transetto; la volta del transetto è ornata da affreschi di Alessandro Franchi e Gaetano Marinelli, realizzati nel primo decennio del Novecento.
Numerose erano in chiesa le sepolture, oggi in parte rimosse, delle famiglie patrizie che avevano contribuito ad ampliare ed abbellire il complesso; tra queste oltre ai Negrone ed i Saluzzo, principali artefici della ricostruzione seicentesca, sono ricordati Adorno, De Franchi, Di Negro, Fieschi, Grimaldi, Imperiale, Migone, Raggi, Rivarola e Salvago.

#### Presbiterio, coro e cripta

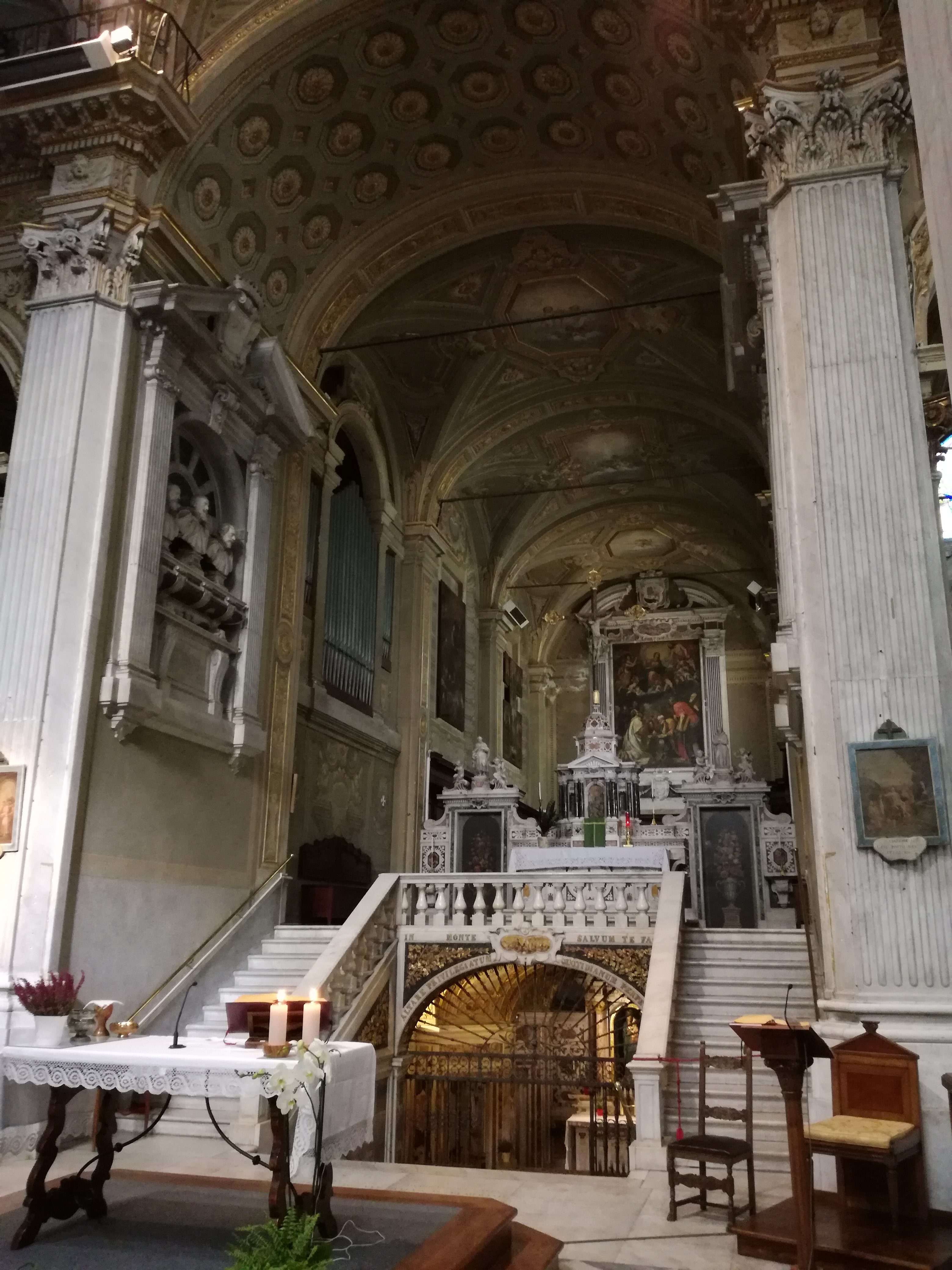
L'altare maggiore, opera degli Orsolino.

Presbiterio e coro sono sopraelevati e vi si accede attraverso due scale laterali. Una scalinata centrale più ampia scende al sottostante scurolo che ospita la statua lignea quattrocentesca della Madonna del Monte, attribuita al senese Francesco di Valdambrino, allievo e collaboratore di Jacopo della Quercia.
L'altare maggiore in marmo policromo, opera di Giovanni e Giovanni Battista Orsolino, ha il tabernacolo a forma di tempietto a cupola ed è sormontato da un crocifisso. Alle pareti del presbiterio si trovano dipinti di Bernardino Fasolo (Santi Sebastiano, Rocco e Pantaleo, 1618) e Giovanni Battista Casoni (Santi Bernardino da Siena, Antonio di Padova e Salvatore da Orta, 1668). Ai fratelli Orsolino si devono anche le statue di San Giacomo e San Francesco che sovrastano gli accessi al coro. Il coro ha stalli lignei intagliati, provenienti dalla badia del Boschetto in val Polcevera e sulla parete di fondo Assunta, capolavoro barocco del sarzanese Domenico Fiasella (1632).
La volta dello scurolo è affrescata con Storie della Vergine (inizio XVII secolo), di Giovanni Andrea Ansaldo.

#### Cappelle laterali
Lungo la navata si trovano dieci cappelle, cinque per ciascun lato, che ospitano gli altari secondari.

##### Cappelle di destra
- Prima cappella: dedicata a san Giovanni Battista, in origine sepoltura della famiglia Negrone. Dipinto raffigurante la Predica di san Giovanni Battista di Lazzaro Calvi;
- Seconda cappella: dedicata a san Pietro d'Alcantara. Dipinto raffigurante San Pietro d'Alcantara che comunica san Teresa di Giovanni Battista Casoni (1671);
- Terza cappella: detto "dei tre Re Magi", fu fondata da Stefano Fieschi Raggio e passò successivamente alla famiglia Peirano; è interamente rivestita di marmo nero. Ospita sull'altare maggiore una tavola lignea, raffigurante lo Sposalizio di Maria, rara opera rinascimentale di Simone Dondo detto Fra' Simone da Carnoli, di ricercata eleganza, che descrive con minuzia fiamminga i sontuosi costumi cinquecenteschi e l'insolita architettura aperta sullo splendido paesaggio.
- Quarta cappella: situata nel braccio destro del transetto, è dedicata a sant'Anna. Al centro, il dipinto raffigurante la Sacra Famiglia con sant'Anna di Domenico Fiasella raffigura l'incontro della sacra famiglia con sant'Anna, san Giovannino e san Gioachino, osservati dalla trinità nella parte superiore. La scena è dominata da delicati accenti familiari che caratterizzano tutti i personaggi, e in particolare l'angelo che accarezza l'agnello in primo piano. In questa cappella in occasione della festività della santa (26 luglio) fino al 1812 veniva esposto il reliquiario del braccio di Sant'Anna;
- Quinta cappella: in capo alla navata destra, è dedicata alla Natività con un dipinto di Giovanni Battista Carlone; la cappella sorge sul sito del presbiterio della vecchia chiesa e fino al 1580 ospitava la statua della Madonna del Monte, oggi nello scurolo sottostante l'altare maggiore.

##### Cappelle di sinistra

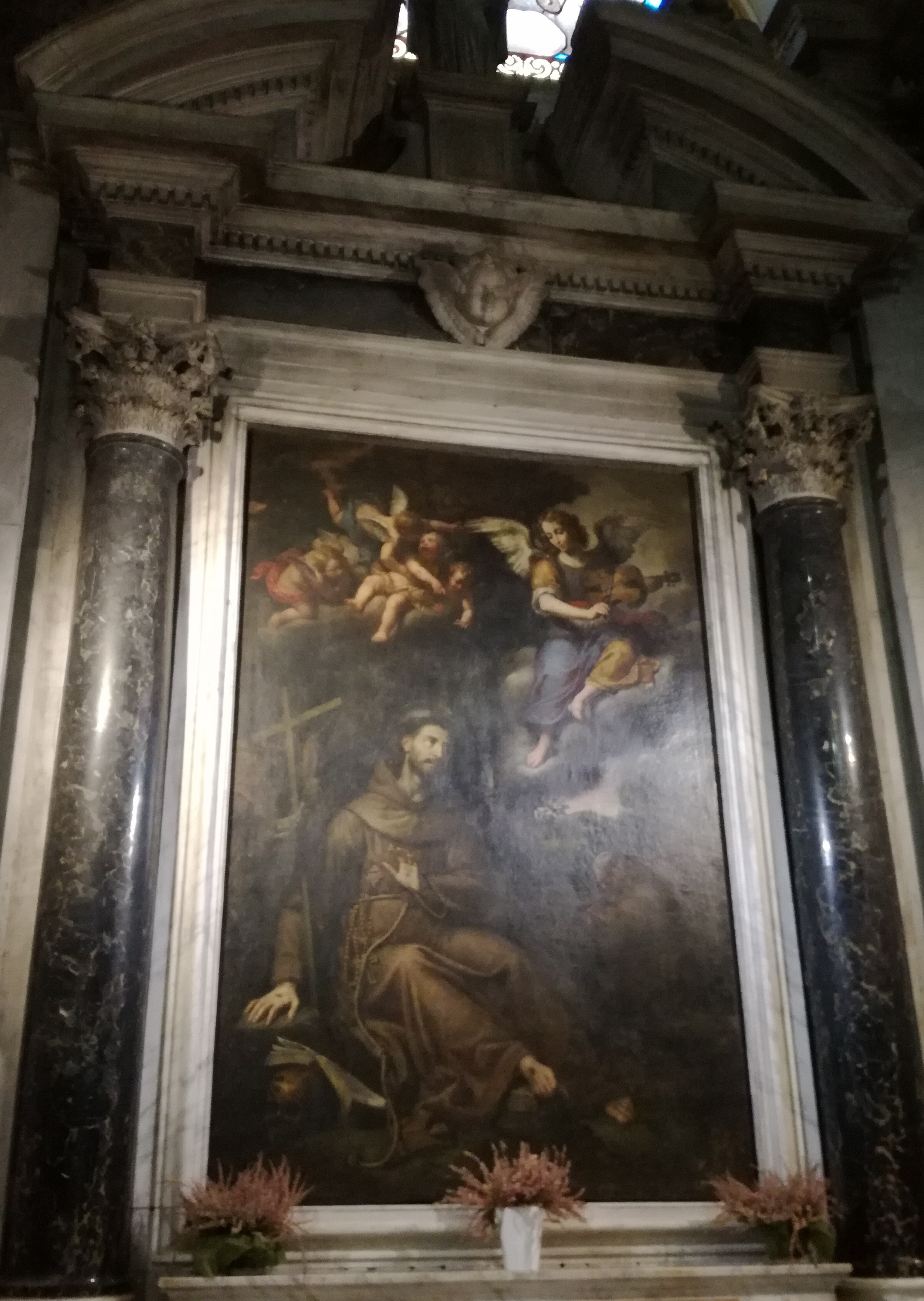
Altare e dipinto di San Francesco in estasi di Domenico Fiasella

- Altare e dipinto di San Francesco in estasi di Domenico FiasellaPrima cappella: dedicata all'Immacolata, con due tele con l'Immacolata, una di Bartolomeo Guidobono e una di Giovanni Battista Casone;
- Seconda cappella: già dedicata a san Sebastiano, ospita attualmente una statua in gesso di S. Antonio di Padova.
- Terza cappella: anticamente dedicata al crocifisso e successivamente a sant'Antonio di Padova è documentata fin dal 1456. Ospita la tomba di Flaminia Salvago Gentile, opera del Valsoldo ed un polittico con Annunciazione e santi attribuito recentemente dalla critica all'attività giovanile di Giovanni Mazone;
- Quarta cappella: situata nel braccio sinistro del transetto è dedicata a san Francesco d'Assisi; anch'essa già esistente nella seconda metà del XV secolo, vi si trova un dipinto di Domenico Fiasella raffigurante San Francesco in estasi;
- Quinta cappella: in capo alla navata destra; già dedicata all'Immacolata, vi è collocata una statua lignea del Sacro Cuore.

### Sagrestia
Per una porta in fondo alla navata sinistra si accede alla sagrestia, dove sono collocate altri pregevoli dipinti, tra i quali tre tele di Bernardo Strozzi (San Francesco d'Assisi, Sant'Antonio di Padova e Santa Caterina da Genova), L'albero di Jesse di Andrea Semino, Annunciazione di Giovanni Andrea Ansaldo, Flagellazione, attribuita a Sebastiano del Piombo e Deposizione di Simone da Carnoli. Adiacente alla sagrestia è una ricca raccolta di ex voto, donati soprattutto da marinai.

### Chiostro e convento
Attraverso una porta situata nel braccio destro del transetto si accede al chiostro quattrocentesco a due piani sovrapposti e da qui al convento. Al secondo piano è collocato un trittico marmoreo che raffigura la "Crocifissione con i santi Bernardino e Lorenzo". Nel refettorio del convento, Ultima Cena di Orazio De Ferrari (1641) ed un pulpito in ardesia con figure della Madonna e santi francescani.